# 19664 Янсі
19664 Янсі (19664 Yancey) — астероїд головного поясу, відкритий 9 вересня 1999 року.
Тіссеранів параметр щодо Юпітера — 3,192.
Браян Д. Янсі (1988) — аматор астрономії